# Odontobracon amazonicus
Odontobracon amazonicus är en stekelart som beskrevs av Per Abraham Roman 1924. Odontobracon amazonicus ingår i släktet Odontobracon och familjen bracksteklar. Inga underarter finns listade i Catalogue of Life.